# Тележёнка (Тульская область)
Тележёнка — деревня в Ясногорском районе Тульской области. Входит в состав Архангельского сельского поселения.

## География
Деревня находится у одного из притоков реки Вашана, на расстоянии 5 км к северо-западу от города Ясногорск, административного центра района.

### Часовой пояс
Деревня Тележёнка, как и вся Тульская область, находится в часовой зоне МСК (московское время). Смещение применяемого времени относительно UTC составляет +3:00.

## История
Деревня в 1920-х годах принадлежала Архангельской волости Тульского уезда.

## Население
| 2010 |
| ---- |
| 6    |

## Транспорт
В 1,6 км северо-восточней деревни расположена железнодорожная платформа 153 км Курского направления Московской железной дороги.